# Lindsay Wood
Lindsay Wood es una deportista británica que compitió por Escocia en curling.
Ganó una medalla de bronce en el Campeonato Mundial de Curling Femenino de 2007 y una medalla de plata en el Campeonato Europeo de Curling Femenino de 2007.

## Palmarés internacional
| Representando a Escocia |                   |                   |        |
| Campeonato Mundial      |                   |                   |        |
| Año                     | Lugar             | Medalla           | Prueba |
| 2007                    | Aomori (Japón)    | Medalla de bronce | Equipo |
| Campeonato Europeo      |                   |                   |        |
| Año                     | Lugar             | Medalla           | Prueba |
| 2007                    | Füssen (Alemania) | Medalla de plata  | Equipo |